# Karo-Bube

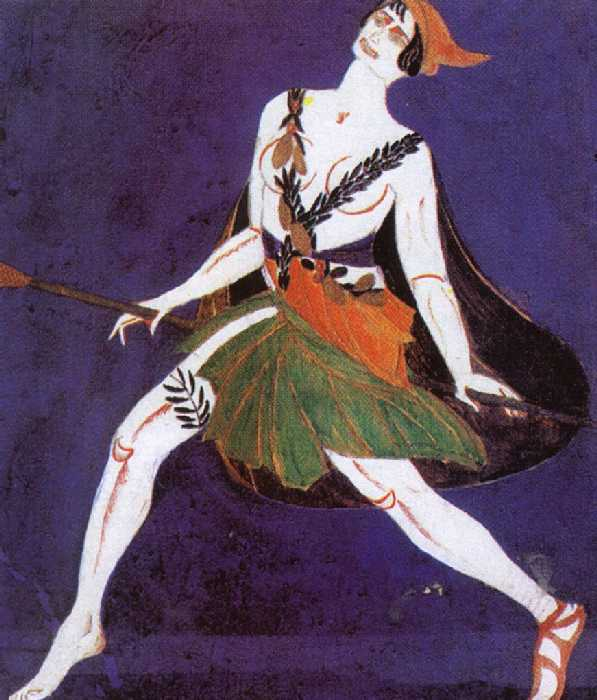
Alexandra Exter:
Theaterkostüm (1916)

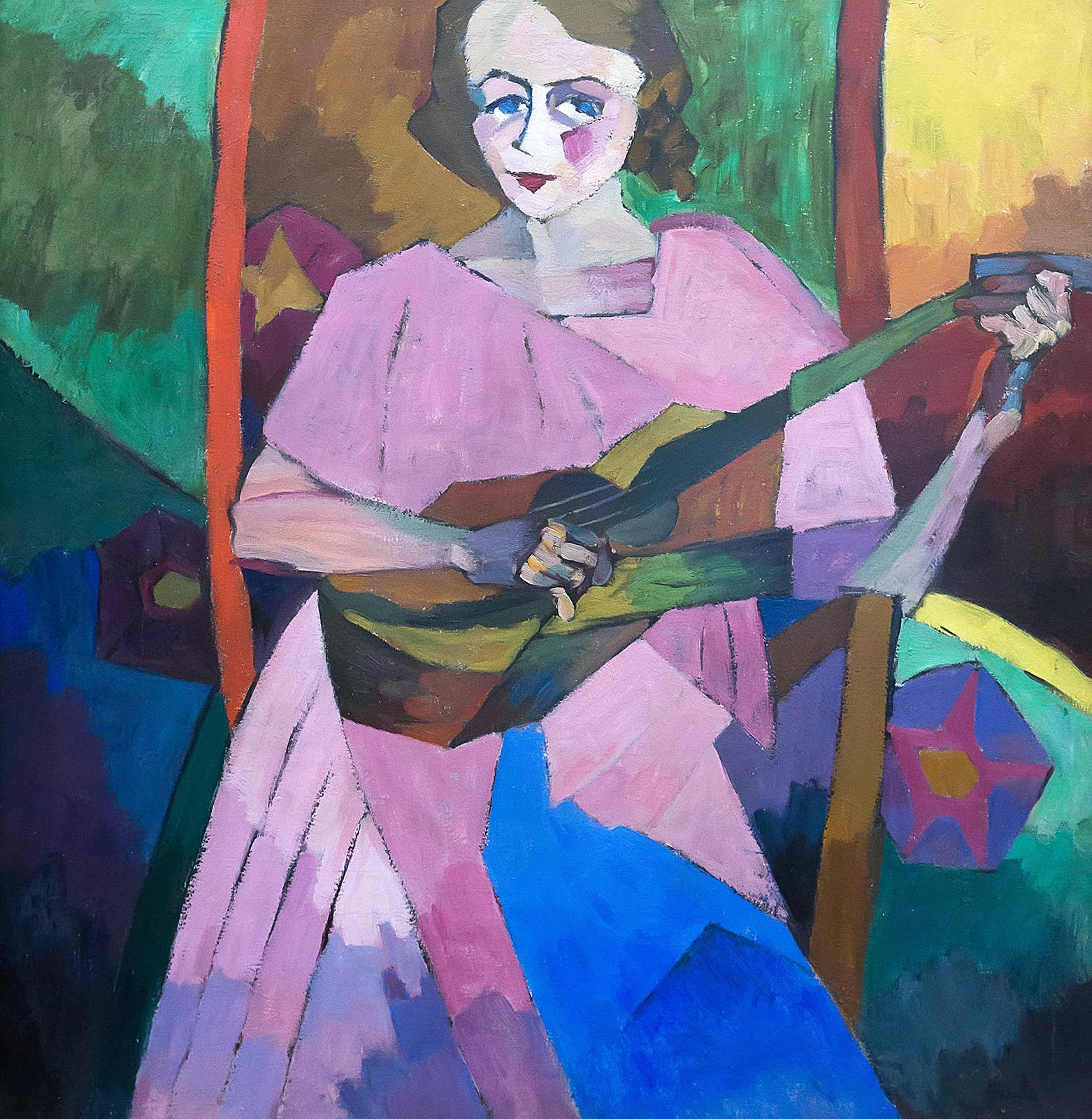
Aristarch Lentulow:
Frau mit Gitarre (1913)

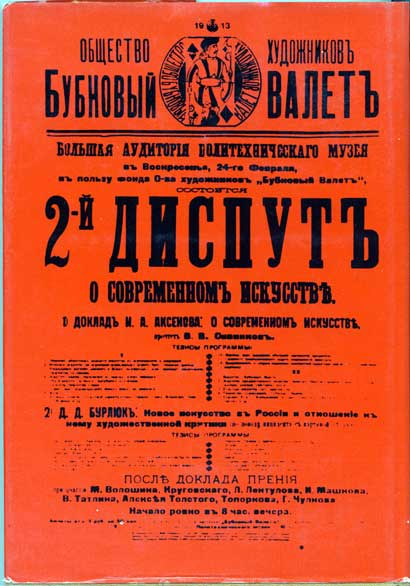
Plakat zum 2. Disput im Polytechnischen Museum, Moskau 1913 (Abbildung nach einem Buchumschlag)

Der Karo-Bube (russisch Бубно́вый вале́т; wiss. Transliteration Bubnovyj valet; deutsch auch Karobube) war eine in Moskau von 1910 bis 1917 bestehende Künstlergruppe, die sich nach der gleichnamigen Kunstausstellung von 1910/1911 in Moskau benannte. Sie gilt als wesentlicher Teil der russischen Avantgarde in den ersten zwei Jahrzehnten des 20. Jahrhunderts.

## Geschichte
Der Name der Künstlergruppe, der sich auf die Spielkarte Karo-Bube bezieht, war wegen der Nebenbedeutung „Spitzbube“ provokativ: so wurde im zaristischen Russland die Häftlingskleidung mit einem aufgenähten schwarzen Quadrat markiert und im französischen Kartenspielerjargon wurde der Karobube mit dem Betrüger assoziiert. Bube ist auch als Symbol der Jugend und des Enthusiasmus zu verstehen.
Die Künstler des Karo-Buben orientierten sich am Post-Impressionismus Paul Cézannes, am Fauvismus und am Kubismus, aber auch an den Traditionen des russischen Lubok und der Gestaltung volkstümlichen Spielzeugs.
Die ersten Mitglieder waren Moskauer Maler, später kamen auch Künstler aus Sankt Petersburg und anderen russischen Städten sowie auch aus Deutschland und Frankreich hinzu. 1912 verließen die zu Primitivismus, Kubofuturismus und Abstrakter Malerei tendierenden Brüder Dawid und Wladimir Burljuk sowie Natalija Gontscharowa, Kasimir Malewitsch und Michail Larionow die Gruppe, um die unabhängige Vereinigung Eselsschwanz zu gründen.
Die Gruppe Karo-Bube bestand bis Dezember 1917. Sie veranstaltete insgesamt sechs Ausstellungen, darunter eine Wanderausstellung, dazu drei Vortragsveranstaltungen, die Dispute, im Polytechnischen Museum, Moskau. Im März 1927 wurde in der Tretjakow-Galerie eine retrospektive Ausstellung der Künstler der Gruppe veranstaltet.

## Mitglieder
Mitglieder der russischen Avantgarde-Gruppen
| Karo-Bube: - David Burljuk - Wladimir Burljuk - Pjotr Kontschalowski – Vorsitzender - Aristarch Lentulow – Gründer - Ilja Maschkow – Sekretär - Alexander Wassiljewitsch Kuprin – Schatzmeister - Wassili Roschdestwenski – Vorstandsmitglied - Robert Rafailowitsch Falk – Vorstandsmitglied | Eselsschwanz: - Natalija Gontscharowa - Michail Larionow - Kasimir Malewitsch |

Weitere russische Ausstellende:
- Alexandra Exter
- Wassily Kandinsky
- Alexej Alexejewitsch Morgunow
- Ljubow Popowa
- Olga Rosanowa
- Nadeschda Udalzowa
- Alexander Wassilowitsch Schewtschenko

sowie die Kubisten Henri Le Fauconnier, Jean Metzinger, Albert Gleizes, Robert Delaunay, Fernand Léger, Emile Othon Friez und Léopold Survage, und Fauvisten Kees van Dongen, André Derain, Charles Camoin, und Expressionisten Gabriele Münter, Ernst Ludwig Kirchner, August Macke, Franz Marc, Max Pechstein, Heinrich Nauen, Xan Krohn.